# ۳سی-بی‌زد
۳سی-بی‌زد (به انگلیسی: 3C-BZ) با فرمول شیمیایی C۱۸H۲۳NO۳ یک ترکیب شیمیایی است. که جرم مولی آن ۳۰۱٫۳۹ g/mol می‌باشد. 